# Fémina White Star Woluwe
FC Fémina White Star Woluwe is een Belgische voetbalclub uit Sint-Lambrechts-Woluwe. De club is aangesloten bij de KBVB met stamnummer 9358 en heeft rood als clubkleur. Fémina White Star is actief in het damesvoetbal en fungeert als damesafdeling van herenclub White Star Woluwe FC, zij het als afzonderlijke club. Fémina White Star speelde 4 seizoenen in de hoogste afdeling, tot het in 2024 besliste vrijwillig te degraderen naar Eerste Nationale.

## Geschiedenis
De club werd opgericht in 2000 en sloot zich bij de Belgische Voetbalbond aan met stamnummer 9358. De club ging provinciaal van start.
In 2001 voerde de Belgische Voetbalbond een nationaal derde niveau in en Fémina White Star kon voor het eerst naar de nationale reeksen. De ploeg draaide er meteen vlot mee en reeds na drie seizoenen won Woluwe er zijn reeks. Zo steeg de club in 2004 al verder naar Tweede Nationale. Woluwe ging daar verder op zijn elan en pakte daar in het eerste seizoen meteen de titel. In 2005 stootte de club zo door naar de hoogste niveau. De ploeg kon er zich de volgende jaren handhaven met wisselend resultaten.
Op het einde van seizoen 2016/17 kondigde Tamara Cassimon aan dat ze haar functie als T2 bij de Red Flames ruilt om trainer te worden bij Woluwe. Ze miste naar eigen zeggen de drang om wekelijks te presteren. Cassimon maakt de overstap na het EK van 2017 in Nederland. Ze werd opgevolgd door Audrey Demoustier. In 2019 werd White Star kampioen in Eerste klasse, maar de club koos ervoor om niet te promoveren. Een jaar later, toen de Super League uitbreidde van zes naar tien clubs, maakte de club toch de overstap naar de hoogste divisie.
In zijn eerste seizoen in de Super League eindigde White Star zevende in de reguliere competitie, het liet daarbij enkel medepromovendi Eendracht Aalst, Zulte Waregem en Sporting Charleroi achter zich. Op de slotspeeldag van de reguliere competitie zorgde White Star voor een heuse stunt door RSC Anderlecht, dat voordien 51 op 51 had gepakt, met 0-1 te verslaan. In Play-off 2 bleef de club – mede door een torenhoge blessurelast – echter steken op een magere 3 op 24, waardoor het uiteindelijk laatste eindigde.
In het seizoen 2021/22 werd Demoustier, die voor een avontuur bij de U17 van de Red Flames koos, opgevolgd door Tiziano Rutilo.

## Resultaten

### Erelijst
- Eerste klasse

winnaar (1x): 2019
- Tweede klasse

winnaar (1x): 2005
- Derde klasse

winnaar (1x): 2004

### Seizoenen A-ploeg
| Seizoen | Reeks         | Niveau | Plaats | Punten | Beker        | Opmerkingen                                |
| ------- | ------------- | ------ | ------ | ------ | ------------ | ------------------------------------------ |
| 2016/17 | Eerste klasse | 2      | 2      | 45     | Vierde ronde | Weigerde promotie naar de Super League     |
| 2017/18 | Eerste klasse | 2      | 2      | 52     | 1/8e finale  |                                            |
| 2018/19 | Eerste klasse | 2      | 1      | 63     | 1/2e finale  |                                            |
| 2019/20 | Eerste klasse | 2      | 2      | 44     | 1/8e finale  | Competitie stopgezet wegens coronapandemie |
| 2020/21 | Super League  | 1      | 10     | 12     | geschrapt    |                                            |
| 2021/22 | Super League  | 1      | 9      | 10     | 1/16e finale |                                            |
| 2022/23 | Super League  | 1      | 9      | 17     | 1/16e finale |                                            |
| 2023/24 | Super League  | 1      | 9      | 13     | 1/16e finale | Vrijwillige degradatie                     |
| 2024-25 | Eerste klasse | 2      | 9      | 42     | 1/4e finale  |                                            |
| 2025-26 | Eerste klasse | 2      |        |        |              |                                            |